# Re-Invention Tour
In mei 2004 startte Madonna met haar Re-Invention Tour, waarmee ze zeven landen en 20 steden aandeed. In totaal gaf ze 56 concerten, waarmee ze zo'n 880.000 fans bereikte. De tour wordt gezien als de meest lucratieve show van dat jaar, met een geschatte omzet van $124,5 miljoen.
Tijdens de Re-Invention Tour zong Madonna hits uit alle fases van haar carrière. Van elk album dat ze heeft uitgebracht zong ze minimaal een nummer. Om te voorkomen dat mensen dachten dat het een afscheidsconcert is, zong Madonna geen enkel nummer met het woord 'Goodbye'.
De show was verdeeld in vijf hoofdstukken met verschillende thema's: Renaissance, militair, jazz/circus, akoestisch/religieus, en tribal.
"Dress You Up", "Love Profusion" en "I'm So Stupid" stonden allemaal op de oorspronkelijke setlist. "Stupid" werd geschrapt wegens tijdgebrek en omdat ze moeite had met de akkoorden van "Dress You Up" werd dit nummer vervangen door "Material Girl". "Love Profusion" zou in sommige Europese shows "Mother and Father/Intervention" vervangen, maar dit is nooit gebeurd.
De tour is ook gedocumenteerd, net als haar Blond Ambition Tour uit 1990. De twee uur durende documentaire krijgt de naam I'm Going To Tell You A Secret mee en is in juni 2006 op cd/dvd verschenen/.

## Setlist
- The Beast Within (video intro)
- Vogue
- Nobody Knows Me
- Frozen
- American Life
- Express Yourself
- Burning Up
- Material Girl
- Hollywood (dub interlude)
- Hanky Panky
- Deeper and Deeper
- Die Another Day
- Lament
- Bedtime Story (video interlude)
- Nothing Fails
- Don't Tell Me
- Like A Prayer
- Mother And Father (met een stukje Intervention)
- Imagine (John Lennon Cover)
- Susan MacLeod/Into the Groove (met doedelzakintro door Lorne Cousin; feat. rap door Missy Elliott)
- Papa Don't Preach
- Crazy for You
- Music
- Holiday

## Tourschema
| Datum                   | Stad                 | Land                | Stadion                    |               |               |
| Noord-Amerika           | Noord-Amerika        | Noord-Amerika       | Noord-Amerika              | Noord-Amerika | Noord-Amerika |
| ----------------------- | -------------------- | ------------------- | -------------------------- | ------------- | ------------- |
| 24 mei 2004             | Los Angeles          | Verenigde Staten    | Forum                      |               |               |
| 26 mei 2004             | Los Angeles          | Verenigde Staten    | Forum                      |               |               |
| 27 mei 2004             | Los Angeles          | Verenigde Staten    | Forum                      |               |               |
| 29 mei 2004             | Las Vegas            | Verenigde Staten    | MGM Grand Garden           |               |               |
| 30 mei 2004             | Las Vegas            | Verenigde Staten    | MGM Grand Garden           |               |               |
| 2 juni 2004             | Anaheim              | Verenigde Staten    | Arrowhead Pond             |               |               |
| 3 juni 2004             | Anaheim              | Verenigde Staten    | Arrowhead Pond             |               |               |
| 6 juni 2004             | San José             | Verenigde Staten    | HP Pavilion                |               |               |
| 8 juni 2004             | San José             | Verenigde Staten    | HP Pavilion                |               |               |
| 9 juni 2004             | San José             | Verenigde Staten    | HP Pavilion                |               |               |
| 13 juni 2004            | Washington D.C.      | Verenigde Staten    | MCI Center                 |               |               |
| 14 juni 2004            | Washington D.C.      | Verenigde Staten    | MCI Center                 |               |               |
| 16 juni 2004            | New York             | Verenigde Staten    | Madison Square Garden      |               |               |
| 17 juni 2004            | New York             | Verenigde Staten    | Madison Square Garden      |               |               |
| 20 juni 2004            | New York             | Verenigde Staten    | Madison Square Garden      |               |               |
| 21 juni 2004            | New York             | Verenigde Staten    | Madison Square Garden      |               |               |
| 23 juni 2004            | New York             | Verenigde Staten    | Madison Square Garden      |               |               |
| 24 juni 2004            | New York             | Verenigde Staten    | Madison Square Garden      |               |               |
| 27 juni 2004            | Worcester            | Verenigde Staten    | Centrum                    |               |               |
| 28 juni 2004            | Worcester            | Verenigde Staten    | Centrum                    |               |               |
| 30 juni 2004            | Worcester            | Verenigde Staten    | Centrum                    |               |               |
| 1 juli 2004             | Worcester            | verenigde Staten    | Centrum                    |               |               |
| 4 juli 2004             | Philadelphia         | Verenigde Staten    | Wachovia Center            |               |               |
| 5 juli 2004             | Philadelphia         | Verenigde Staten    | Wachovia Center            |               |               |
| 7 juli 2004             | East Rutherford      | Verenigde Staten    | Continental Airlines Arena |               |               |
| 8 juli 2004             | East Rutherford      | Verenigde Staten    | Continental Airlines Arena |               |               |
| 11 juli 2004            | Chicago              | Verenigde Staten    | United Center              |               |               |
| 12 juli 2004            | Chicago              | Verenigde Staten    | United Center              |               |               |
| 14 juli 2004            | Chicago              | Verenigde Staten    | United Center              |               |               |
| 15 juli 2004            | Chicago              | Verenigde Staten    | United Center              |               |               |
| 18 juli 2004            | Toronto              | Canada              | Air Canada Centre          |               |               |
| 19 juli 2004            | Toronto              | Canada              | Air Canada Centre          |               |               |
| 21 juli 2004            | Toronto              | Canada              | Air Canada Centre          |               |               |
| 24 juli 2004            | Atlanta              | Verenigde Staten    | Philips Arena              |               |               |
| 25 juli 2004            | Atlanta              | Verenigde Staten    | Philips Arena              |               |               |
| 28 juli 2004            | Fort Lauderdale      | Verenigde Staten    | Office Depot Center        |               |               |
| 29 juli 2004            | Ft. Lauderdale       | Verenigde Staten    | Office Depot Center        |               |               |
| 1 augustus 2004         | Miami                | Verenigde Staten    | AmericanAirlines Arena     |               |               |
| 2 augustus 2004         | Miami                | Verenigde Staten    | AmericanAirlines Arena     |               |               |
| Europa                  |                      |                     |                            |               |               |
| Datum                   | Stad                 | Land                | Stadion                    |               |               |
| 14 augustus 2004        | Manchester           | Verenigd Koninkrijk | M.E.N. Arena               |               |               |
| 15 augustus 2004        | Manchester           | Verenigd Koninkrijk | M.E.N. Arena               |               |               |
| 18 augustus 2004        | Londen               | Verenigd Koninkrijk | Earl's Court               |               |               |
| 19 augustus 2004        | Londen               | Verenigd Koninkrijk | Earl's Court               |               |               |
| 22 augustus 2004        | Londen               | Verenigd Koninkrijk | Wembley stadion            |               |               |
| 23 augustus 2004        | Londen               | Verenigd Koninkrijk | Wembley stadion            |               |               |
| 25 augustus 2004        | Londen               | Verenigd Koninkrijk | Wembley stadion            |               |               |
| 26 augustus 2004        | Londen               | Verenigd Koninkrijk | Wembley stadion            |               |               |
| 29 augustus 2004        | Dublin               | Ierland             | Slane Castle               |               |               |
| 1 september 2004        | Parijs               | Frankrijk           | Stade Bercy                |               |               |
| 2 september 2004        | Parijs               | Frankrijk           | Stade Bercy                |               |               |
| 4 september 2004        | Parijs               | Frankrijk           | Stade Bercy                |               |               |
| 5 september 2004        | Parijs               | Frankrijk           | Stade Bercy                |               |               |
| 8 september 2004        | Arnhem               | Nederland           | GelreDome                  |               |               |
| 9 september 2004        | Arnhem               | Nederland           | GelreDome                  |               |               |
| 13 september 2004       | Lissabon             | Portugal            | Pavilhão Atlântico         |               |               |
| 14 september 2004       | Lissabon             | Portugal            | Pavilhão Atlântico         |               |               |
| Boxscores               |                      |                     |                            |               |               |
| The Forum               | Los Angeles          | 43,158 / 43,158     | $6,965,055                 |               |               |
| MGM Grand Garden        | Las Vegas            | 28,341 / 28,341     | $7,005,548                 |               |               |
| Arrowhead Pond          | Anaheim              | 24,250 / 24,250     | $4,164,450                 |               |               |
| HP Pavilion             | San José             | 40,205 / 40,205     | $5,543,715                 |               |               |
| MCI Center              | Washington, DC       | 26,788 / 26,788     | $3,486,684                 |               |               |
| Madison Square Garden   | New York             | 88,625 / 88,625     | $12,674,925                |               |               |
| Centrum                 | Worcester-Boston     | 46,075 / 46,075     | $6,439,890                 |               |               |
| Wachovia Center         | Philadelphia         | 30,575 / 30,575     | $4,134,478                 |               |               |
| Continental Arena       | East Rutherford-NYC  | 29,315 / 29,315     | $4,437,345                 |               |               |
| United Center           | Chicago              | 59,591 / 59,591     | $7,894,105                 |               |               |
| Air Canada Centre       | Toronto              | 52,160 / 52,160     | $5,332,703                 |               |               |
| Philips Arena           | Atlanta              | 25,627 / 25,627     | $3,450,874                 |               |               |
| Office Depot Center     | Miami-Ft. Lauderdale | 28,208 / 28,208     | $3,834,522                 |               |               |
| American Airlines Arena | Miami                | 30,580 / 30,580     | $4,145,760                 |               |               |
| Evening News Arena      | Manchester           | 27,320 / 27,320     | $5,136,114                 |               |               |
| Earls Court             | London               | 34,087 / 34,087     | $6,356,207                 |               |               |
| Wembley Arena           | London               | 45,267 / 45,267     | $9,809,717                 |               |               |
| Slane Castle            | Dublin               | 62,275 / 70,000     | $6,575,339                 |               |               |
| Bercy                   | Paris                | 68,000 / 68,000     | $7,357,529                 |               |               |
| GelreDome               | Arnhem               | 73,300 / 73,300     | $6,759,661                 |               |               |
| Atlantic Pavilion       | Lissabon             | 33,460 / 33,460     | $3,286,166                 |               |               |